# Mistrzostwa Afryki w Piłce Ręcznej Mężczyzn 1974
Mistrzostwa Afryki w piłce ręcznej mężczyzn 1974 – pierwsze mistrzostwa Afryki w piłce ręcznej mężczyzn, oficjalny międzynarodowy turniej piłki ręcznej o randze mistrzostw kontynentu organizowany przez CAHB mający na celu wyłonienie najlepszej męskiej reprezentacji narodowej w Afryce, który odbył się w Tunezji w 1974 roku.
Inauguracyjny tytuł mistrzów kontynentu zdobyli Tunezyjczycy.

## Klasyfikacja końcowa
| Miejsce | Reprezentacja                |
| ------- | ---------------------------- |
| złoto   | Tunezja                      |
| srebro  | Kamerun                      |
| brąz    | Senegal                      |
| 4       | Togo                         |
| 5       | Republika Środkowoafrykańska |